# (33856) 2000 HD73
2000 HD73 (asteroide 33856) é um asteroide da cintura principal. Possui uma excentricidade de 0.13580740 e uma inclinação de 3.75272º.
Este asteroide foi descoberto no dia 27 de abril de 2000 por LONEOS em Anderson Mesa.